# Dunapataj
Dunapataj este un sat în districtul Kalocsa, județul Bács-Kiskun, Ungaria, având o populație de 3.330 de locuitori (2011). 

## Demografie
Componența etnică a satului Dunapataj
     Maghiari (94,72%)
     Romi (3,09%)
     Germani (1,56%)
     Necunoscut (0,43%)
     Români (0,2%)
     Alții (0,43%)
Componența confesională a satului Dunapataj
     Romano-catolici (36,49%)
     Reformați (29,94%)
     Fără religie (6,97%)
     Luterani (1,32%)
     Necunoscută (24,29%)
     Alte religii (1,71%)
Conform recensământului din 2011, satul Dunapataj avea 3.330 de locuitori. Din punct de vedere etnic, majoritatea locuitorilor (94,72%) erau maghiari, existând și minorități de romi (3,09%) și germani (1,56%). Apartenența etnică nu este cunoscută în cazul a 0,43% din locuitori. Nu există o religie majoritară, locuitorii fiind romano-catolici (36,49%), reformați (29,94%), persoane fără religie (6,97%) și luterani (1,32%). Pentru 24,29% din locuitori nu este cunoscută apartenența confesională.